# Jan Neruda

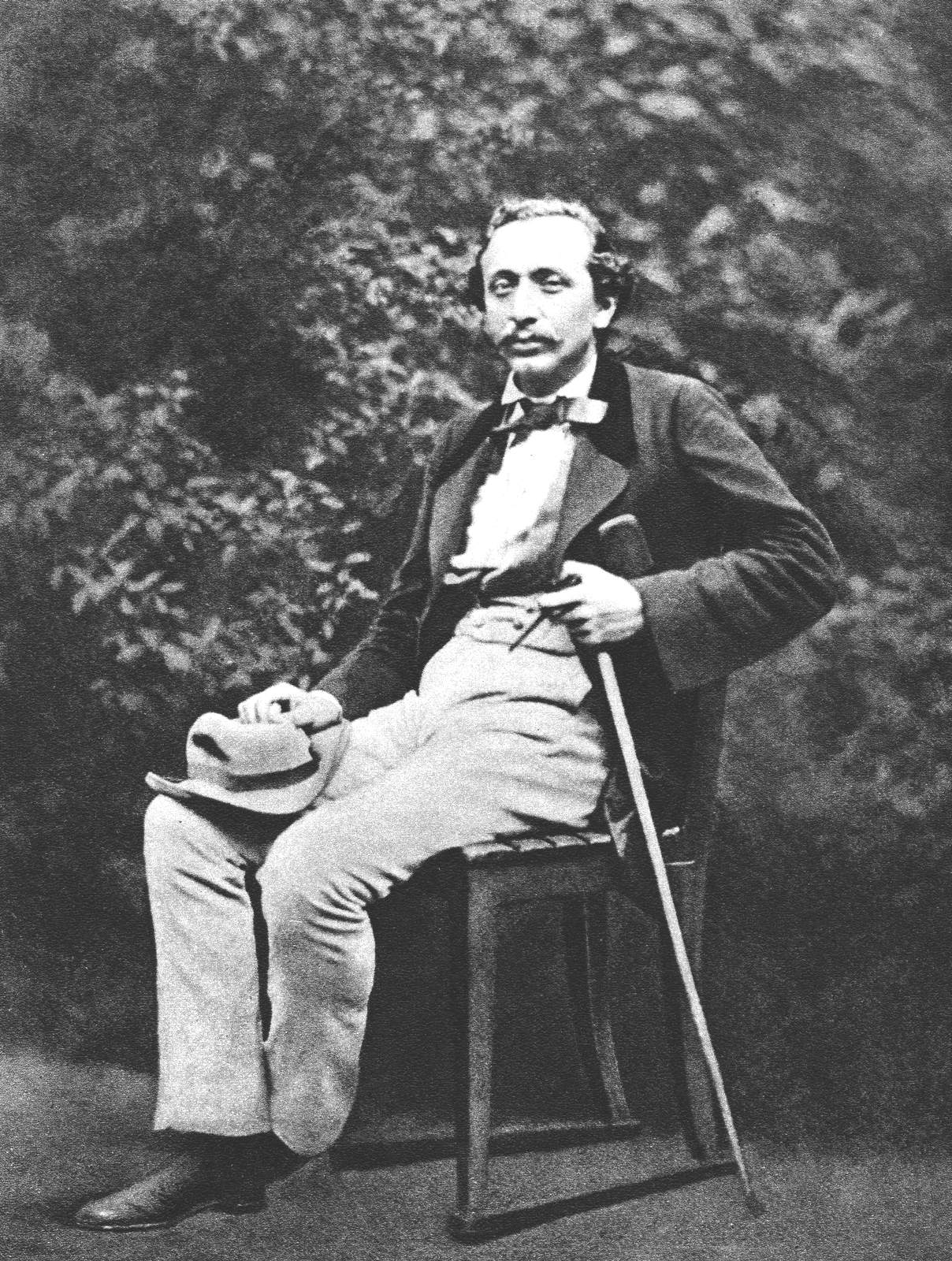
Portrét mladého Jana Nerudy

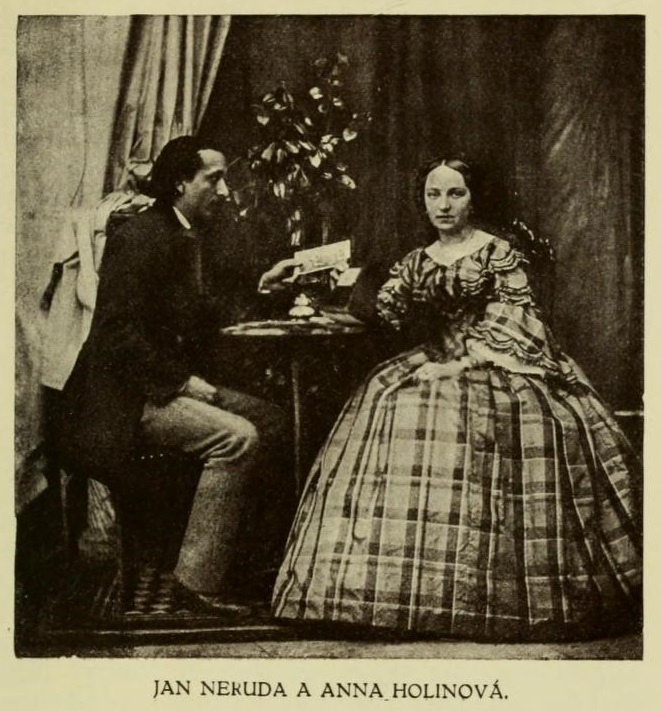
Jan Neruda a Anna Holinová

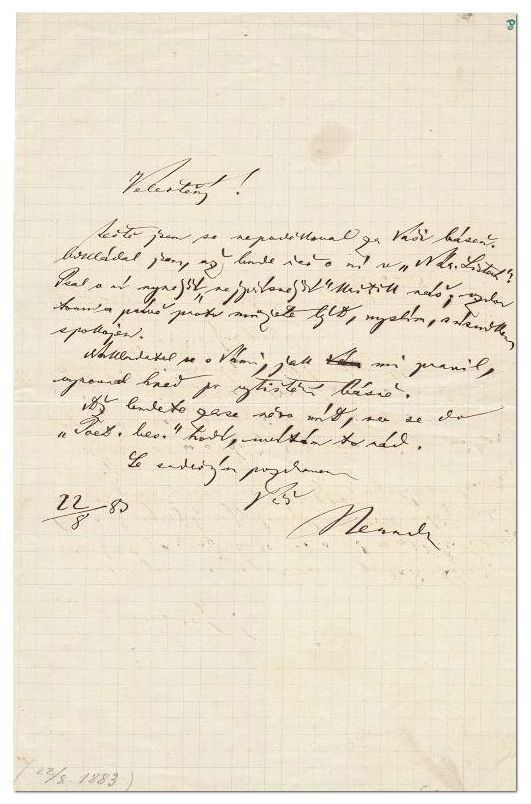
Vlastnoruční dopis Jana Nerudy.

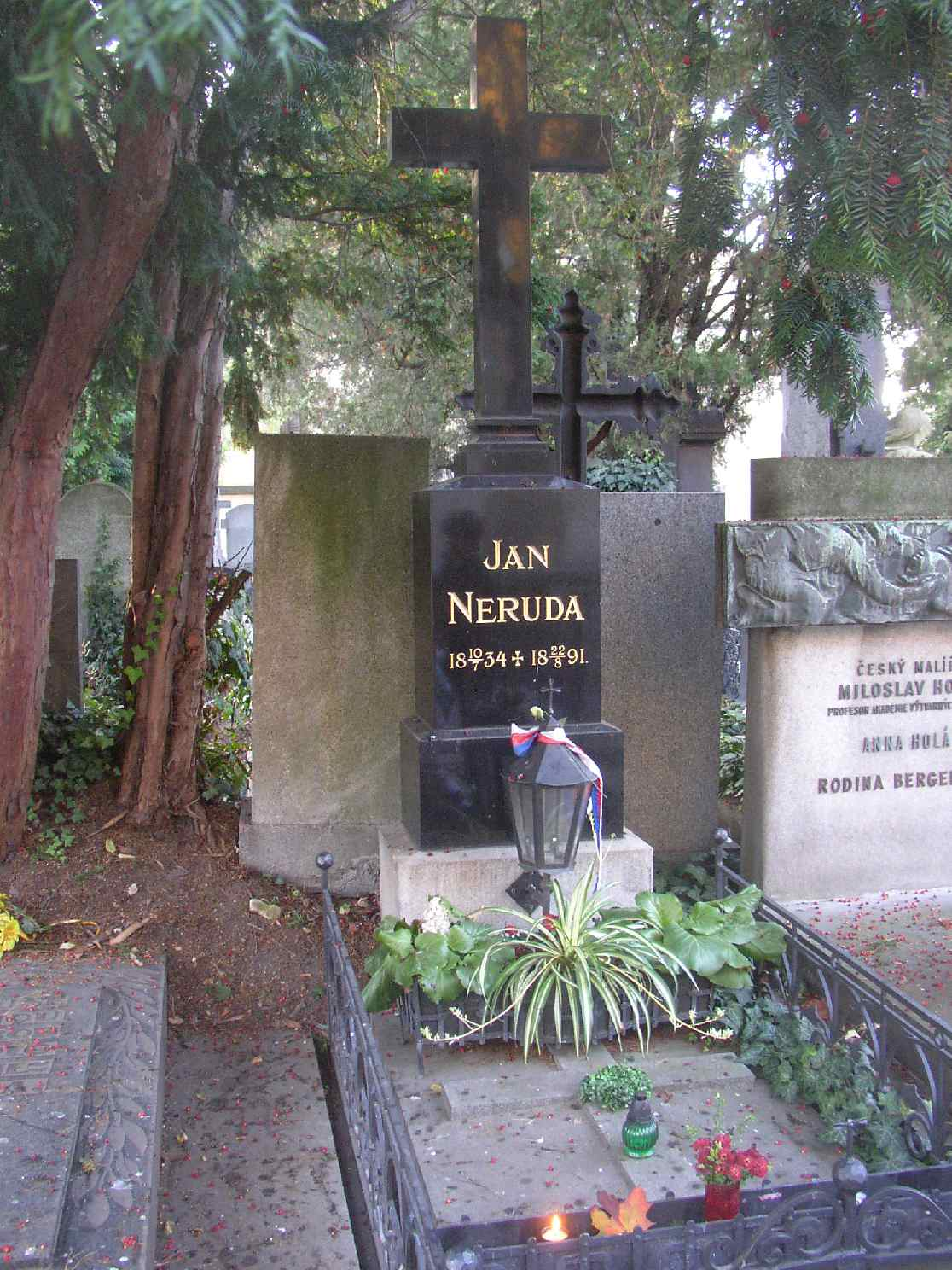
Hrob Jana Nerudy (Vyšehradský hřbitov)

Jan Neruda (9. července 1834 Praha-Malá Strana – 22. srpna 1891 Praha-Nové Město) byl český básník, prozaik, novinář, dramatik, literární a divadelní kritik, vůdčí osobnost generace májovců.

## Život

### Mládí
Pocházel z pražské Malé Strany, narodil se v Újezdských kasárnách. Otec Antonín Neruda (1784–1857) byl vysloužilý dělostřelec, později trafikant. Matka Barbora, rozená Leitnerová (1795–1869), sama dříve ovdovělá, byla druhou manželkou vdovce Antonína Nerudy. V roce 1835 koupila matka dům v Zásmukách, kde rodina po čas žila. V roce 1838 získal otec povolení k pobytu v Praze, kde si otevřel krámek v pražském domě U Dvou slunců v Ostruhové (dnešní Nerudově) ulici, od roku 1841 trafiku. Když otec zemřel, přestěhoval se Jan Neruda s matkou do domu U Tří černých orlů (Nerudova 225/44).

### Studia
Od roku 1841 byl žákem metropolitní školy u Sv. Víta, v letech 1842–1846 navštěvoval malostranskou německou hlavní školu. Středoškolská studia začal na malostranském gymnáziu, v letech 1851–1853 na Akademickém gymnáziu, kde maturoval. Po třech semestrech absolvoval na právnické a filozofické fakultě, během studií si přivydělával jako furýr (poddůstojník obstarávající účty) a armádní účetní. Neukončená studia v roce 1857 opustil a učil na různých školách češtinu a němčinu.

### Novinář
Asi od roku 1856 pracoval v redakcích německých a českých listů. V roce 1860 se stal redaktorem českého deníku Čas, ze kterého roku 1862 přešel do deníku Hlas. Hlas byl roku 1865 sloučen s Národními listy a Jan Neruda se stal až do smrti jejich fejetonistou. Spolupracoval též s časopisy, zejména s Květy a Lumírem.

### Cesty
Podnikl několik cest do Německa, Francie, Maďarska, Itálie, Řecka a Egypta . O těchto cestách si vedl záznamy, které jsou zajímavým svědectvím o životě této doby, obsahují různé postřehy, které jej představují jako dobrého pozorovatele.

### Osobní život
Jeho první láskou byla Anna Holinová (1836–1910) z vlastenecky orientované rodiny malostranského sluhy Františka Holiny (* 1806). Věnoval jí řadu svých básní, někteří ji nazývali věčnou Nerudovou nevěstou. Díky jejímu otci se seznámil s B. Němcovou a K. J. Erbenem. Vztah s Annou Holinovou ztroskotal na Nerudově neochotě k manželství a na počínajícím vztahu ke Karolině Světlé.
Jeho druhou, ale platonickou láskou byla spisovatelka Karolina Světlá. Ta jej povzbuzovala při jeho tvorbě a často mu také finančně vypomáhala. On jí byl rádcem při jejích prvních literárních pokusech. Když mu pak jednou hrozilo vězení pro dlužníky, prodala Karolina Světlá rodinný šperk a peníze mu půjčila. Celá událost se ale dostala na veřejnost a rozzlobený manžel Karoliny Světlé, prof. Petr Mužák, jej donutil, aby mu vydal všechny dopisy, které dostal od jeho ženy. Na manželce si zase vymohl slib, že se s Nerudou už nikdy nesejde. Tak navždy skončilo přátelství Karoliny Světlé s Janem Nerudou. V roce 1865 se znovu zamiloval, tentokrát do patnáctileté dívky Terezie Marie Macháčkové (1847–1865), dcery statkáře a cukrovarníka Josefa Macháčka z Králova Dvora, kde básník často pobýval o letních prázdninách. Jejich vztah přerušila dívčina předčasná smrt. Jako zralý muž se spíše platonicky zamiloval do jisté Anny Tiché, která v tu dobu byla velmi mladá. Neruda sám se vzhledem ke značnému věkovému rozdílu rozhodl vztah ukončit.
Měl vřelý vztah k matce, se kterou také až do její smrti v roce 1869 žil. Její smrt ho velmi zasáhla, což se odrazilo také v jeho tvorbě. Matka působila jako hospodyně u francouzského paleontologa Joachima Barrande, který pobýval v Čechách a stal se i jakýmsi Nerudovým otcovským protektorem. Barrandeho projektantská práce na pražské železnici byla i zdrojem Nerudova zájmu o sociální prostředí této stavby, z něhož čerpal motivy zejména v šestidílném cyklu próz Trhani.
Po celý život básníka provázela hmotná nouze, přestože byl nesmírně plodným a uznávaným žurnalistou. Jednou týdně psal fejeton do Národních listů, působil jako divadelní referent a literární kritik, redigoval několik populárně-naučných časopisů.

### Poslední léta života
Od roku 1874 bydlel na Starém Městě v domě čp. 1005/I v Konviktské ulici 30, odkud se  odstěhoval v září roku 1883, a pak až do smrti bydlel na Novém Městě ve Vladislavově ulici 1382/14.
Roku 1880 onemocněl zánětem žil, od té doby jej pronásledovala až do smrti řada chorob. V roce 1888 uklouzl v zimě na náledí a roztříštil si čéšku. Nedocházel už ani do redakce Národních listů a fejetony od něj odnášel poslíček. Zemřel 22. srpna 1891 na zánět pobřišnice vyvolaný rakovinou střev.
Byl pochován na Vyšehradském hřbitově v Praze. Jeho pohřeb se stal společenskou událostí a manifestací národního cítění.

## Dílo
Jan Neruda se stal vůdcem generace, jež se na jaře 1858 v almanachu Máj přihlásila k odkazu K. H. Máchy (Hálek, Světlá, Heyduk, Mayer, Barák aj.).
Postoj, že Neruda byl zastíněn Hálkem, je chybný. Toto klišé, které prezentoval již na konci 19. století Svatopluk Machar, se v české literatuře drží přes sto let.[zdroj?]

### Žurnalistická činnost
Nejrozsáhlejší část Nerudova díla tvoří činnost žurnalistická. Neruda začal svoji žurnalistickou kariéru již na konci 50. let. Nejprve psal pro německé liberální časopisy – Tagesbote aus Böhmen, Prager Morgenpost). Od roku 1859 spolupracoval také se zábavným časopisem Obrazy života. Jeho žurnalistická činnost se však plně rozvinula až na počátku 60. let, kdy začaly vycházet české noviny. V roce 1860 vstoupil do redakce českého Času, odkud kvůli jeho politickému zaměření v roce 1862 odchází a stává se členem redakce časopisu Hlas, který byl orientovaný demokraticky. O tři roky později došlo ke sloučení Hlasu s Národními listy, zde působil jako fejetonista, literární a divadelní kritik. Setrval zde až do smrti. Mimo to krátce spolupracoval s V. Hálkem v časopise Květy a Lumír.
Nejvýraznější oblastí Nerudovy žurnalistické tvorby jsou fejetony. Psal je po celou dobu své práce v novinách, až do smrti. Velmi často je podepisoval trojúhelníkem. Koncipoval je jako svébytné a umělecky zaměřené žurnalistické útvary. Všímal si všedních věcí, běžných i mimořádných událostí pražského života či společnosti, ke kterým zaujímal určitý postoj, tím se snažil o zlepšení české kultury. Své fejetony shromáždil do pětisvazkového knižního výběru nazvaného Fejetony. První z pěti svazků vyšly Studie,krátké a kratší (1876), první oddíl. V témže roce následoval druhý oddíl Studií, krátkých a kratších. V následujícím roce byl vydán další svazek fejetonů Žerty, hravé i dravé. Na základě mnoha Nerudových cest do zahraničí vznikly dva svazky fejetonů, které zahrnují Pařížské obrázky (1864) a Obrazy z ciziny (1879).

### Prozaik
Nerudova prozaická díla jsou velmi rozmanitá a rozsáhlá, z velké části spjata s Prahou. Jeho cílem bylo zachytit v krátkých obrazech konkrétních životních situací osobité vidění objektivní skutečnosti. Mezi jeho povídkami a fejetony existuje těsná spojitost, plynulý přechod. Některé fejetony můžeme řadit mezi povídky, a naopak některé části povídek mezi fejetony. Patrné je také přenesení motivů z fejetonů do povídek.
Vrcholné Povídky malostranské, zobrazující na jedné straně idyličnost, na druhé člověka uvězněného v předsudcích a konvencích, překonaly žánrový realismus a důvěru realistů v jednoznačnost poznávané skutečnosti. Neruda tak otevřel cestu k moderní povídce.

### Básník
Ukázky z první básnické sbírky Hřbitovní kvítí zveřejnil v Lumíru pod pseudonymem Janko Hovora v roce 1854.
Nerudovo básnické dílo představovalo zpočátku pohled zdola, s osobní citovou účastí. První sbírka nebyla doceněna ani Boženou Němcovou, Františkem Palackým či Josefem Václavem Fričem. Postupně se v Nerudově básních projevoval zájem o národ a jeho sebeuvědomění. Kvality Nerudovy poezie začaly být běžně uznávány až zhruba dvacet let po jeho smrti. Literární kritika a ostatní básníci se k jeho dílu začali vracet o něco dříve.
Jazyk Nerudova literárního díla je bohatý, používá archaismy, zastaralé gramatické tvary a obraty. Často převrací slovosled. Zdůraznění děje provádí opakováním výrazů. Příslovce dává na konec věty a zkracuje tvary přídavných jmen.
| „                  | Často musím myslit na Jana Nerudu. Básník ‚Prostých motivů‘ a ‚Zpěvů pátečních‘ dovedl do svých veršů vložit tolik lásky a nadšení a tolik umění, že tento náboj, jak se dnes s oblibou říkává, přenesl tyto verše svěží téměř přes celé století. | “ |
| — Jaroslav Seifert | |   |

### Překladatel
Nerudova překladatelská činnost nebyla nijak obsáhlá, nicméně účelná. Vybíral si poezii čelních bojovníků za národní a lidskou svobodu. Přeložil několik úryvků Legendy věků od Huga, několik básní S. Petöfiho o tulácích z uherských pust, verše od M. Vörösmartyho a ukázky staroindických národních písní. Chtěl tím především podpořit nové myšlenkové zaměření nastupující literatury.

### Kritik
Nastupující literaturu podporoval také ve svých divadelních a literárních kritikách, které psal od konce 50. let. Svou snahou vést literaturu k tomu, aby odpovídala časovým potřebám, přispěl ke zvýšení divadelní úrovně a k uskutečňování nové linie literatury.

### Sběratel
Sbíral staré pečetě a mince, a proto také navštěvoval často pražské aukce. Později svou sbírku českých, římských a byzantských mincí věnoval do Muzea Matice opavské, jehož založení v roce 1883 podporoval.

### Básnické sbírky
- Hřbitovní kvítí (1858) – první básnická sbírka, velmi pesimistická. Verše vyrůstající ze zklamání soudobým životem, společností, nečinností národa, z odporu vůči nastavené morálce, pohledu na skutečnost. Objevuje se tu i sociální otázka, zabývá se chudobou. Nedůvěřuje lásce ani lidem. Pocity osamění, rozervanosti.[17]
- U nás (1858) – štiplavý pamflet ve verších na dobovou literární situaci, vydán anonymně.[18]
- Knihy veršů (1868) – obsahují verše z let 1857–1867 a výbor ze sbírky Hřbitovní kvítí. V ní umírňuje svůj pesimismus, nachází smysl svého života – v práci a obětování se celému národu. Projevuje zde lásku k rodičům a lidem vůbec. I zde však nalézáme jeho chmurné sociální balady. Dílo je rozděleno na tři části:
  1. Kniha veršů výpravných (básně se sociální tematikou – Před fortnou milosrdných, Dědova mísa)
  2. Kniha veršů lyrických a smíšených (intimní lyrické básně, věnováno Otci, Matičce – láska k rodičům – a Anně (Holinové) – láska milenecká)
  3. Kniha veršů časových a příležitostných (politická a vlastenecká poezie – pesimismus z Bachova absolutismu)
- Písně kosmické (1878) – v této básnické sbírce opět objevuje smysl svého života, snaží se být optimistou, reaguje na rozvoj vědy a techniky. Oslavuje kosmická tělesa a lidskou touhu po poznání. Objevuje se tu materialistické chápání světa, polidšťuje vesmír. Vlastenecké verše spojuje s vesmírnými tělesy. Toto dílo vyjadřuje pocity generace májovců.[19]
- Balady a romance (1878–1883) – zde zaměňuje balady s romancemi tak, že mnohdy vyznívají opačně. V baladách často zpracovává národní tematické náměty z Bible nebo starých legend, objevuje se téma vztahů mezi matkou a synem.[20]
  - Romance štědrovečerní – historické příběhy
  - Pašijové hry – historické příběhy
  - Balada česká
  - Balada o Palečkovi
  - Romance o Karlu IV. – přirovnává českou povahu k vínu, zmiňuje Buška II. z Velhartic
  - Romance italská
  - Balada o duši K. H. Borovského – líčí pouť tří duší do ráje, první dvě jsou zbožné, jsou vpuštěny ihned dovnitř. Třetí je hříšná – do ráje je vpuštěna za modlitbu k Janu Nepomuckému.
- Prosté motivy (1883) – jde o jeho intimní deník. Zde se objevuje přírodní tematika. Život člověka přirovnává ke koloběhu ročních období. Jaro = mládí, léto = dospělost, podzim = stáří, zima = smrt. Tato období i popisuje.[21]
- Zpěvy páteční (1896) – vrchol jeho tvorby, tato básnická sbírka vyšla až po jeho smrti, k vydání ji připravil Jaroslav Vrchlický. Život národa je srovnáván s Velkým pátkem, projevuje víru, že přijde vzkříšení. Vyslovuje se zde k velké lásce k národu a přemýšlí nad naší historií – obrací se k husitství.[22]
  - V zemi kalichu
  - Anděl strážný
  - Ecce homo (Ejhle, člověk) – vyzývá k boji proti rozdělení národů
  - Láska – vyjadřuje víru v budoucnost Čech.

### Próza
- Arabesky (1864) – první prozaická kniha. Jde o soubor povídek, jehož jádro tvoří povídky z konce 50. let a počátku 60. let. 19. st. V popředí těchto povídek není děj, ale popisná charakteristika, realistická drobnokresba, úvaha, dialog. Výrazný je humor, ironie, sarkasmus, to vše tvoří jakousi mozaiku. V popředí jsou svérázné figurky, které jsou zachyceny v kontrastním vztahu k prostředí, do kterého jsou zařazeny. Jde o lidi z periferie, které společnost vyřadila. Neruda odkrývá jejich smutné a tragické momenty, představuje je jako lidi plnohodnotné, citově bohaté. Tím se staví do opozice proti předsudkům a dobově konvenčnímu pohledu. Neruda zde využívá svých vlastních zážitků, zkušeností, používá známé prostředí, nahlíží na události zdola, podává čtenáři pouze výseky ze životů postav. Povídky Měla gusto! a Za půl hodiny, ve kterých se objevují v té době tabuizované sexuální a erotické motivy, byly do souboru přidány až po Nerudově smrti.[23]
- Různí lidé – studie a obrázky povah a osudů lidí, které potkal v cizině.[24]
- Trhani – román o dělnících na železnici.[25]
- Pražské obrázky – zachycují život chudých.
- Pařížské obrázky (později přejmenované na Menší cesty)
- Povídky malostranské (1878) – jsou považovány za jeho vrcholné prozaické dílo. Vytvořil zde obraz pražské Malé Strany v době před rokem 1848 na základě svých vlastních vzpomínek. Zobrazuje zde typické postavy českého měšťanstva. S humorem líčí jejich vlastnosti, kritizuje místní život. Používá formu novelisticky uceleného příběhu, jindy se jeho vyprávění skládá z řady drobných záběrů všedního života. Hrdinové jsou přesně charakterizováni, každý z nich má jiný projev. On sám uměl skvěle typizovat. Místo slova povídka používá slovo arabeska, nebo črta (tzn. něco mezi fejetonem a povídkou).[26]
- Praha (1942) – povídky vybral Karel Polák [27]

### Divadelní hry
Jeho divadelní pokusy nejsou příliš kvalitní a nebyly úspěšné. Komedie postrádají živost a vtipnost.
- Ženich z hladu (1859)
- Prodaná láska (1859) [28]
- Merenda nestřídmých (1860)
- Francesca da Rimini (1860) – tragédie na námět Dantův; dramatizace Jaroslav Vostrý (1987)[29]
- Žena miluje srdnatost (1863)
- Já to nejsem (1863)

### Fejetony
Jeho fejetony byly sebrány do knížek:
- Žerty, hravé i dravé [30]
  - Kam s ním? [31]
- Drobné klepy[32]
  - Máj 1890[33][p 4]
- Různí lidé  [24]
- Studie krátké a kratší [34][35]
- Menší cesty [36]
- Obrazy z ciziny [37]

### Žurnalistika
- Obrazy ze života
- Rodinná kronika

## Nerudův antisemitismus
Antisemitský motiv se v jeho fejetonech objevil v 60. letech 19. století. Od 22. 6. 1869 publikoval v Národních listech na pokračování fejeton Pro strach židovský (později vyšel samostatně v edici Epištoly svobody (1870) a autor jej zařadil do výboru Studie krátké a kratší). Šlo o reakci na německé politiky židovského původu Davida Kuha, Ignaze Kurandu a další, kteří se postavili proti českému národnímu programu.
Svůj negativní vztah k Židům vysvětloval národnostně, to je tím, že poznal „nesmiřitelně jízlivý, hluboký jich a činný antagonismus proti naší národnosti české a veškerým naším snahám národním a politickým“. Nerudův antisemitismus nebyl rasového charakteru, ale byl motivován jeho politickým národovectvím. Za německé okupace byl v rozporu se skutečnou podstatou dezinterpretován a zneužíván (v antisemitském týdeníku Arijský boj i jinde).

## Posmrtné připomínky a inspirace

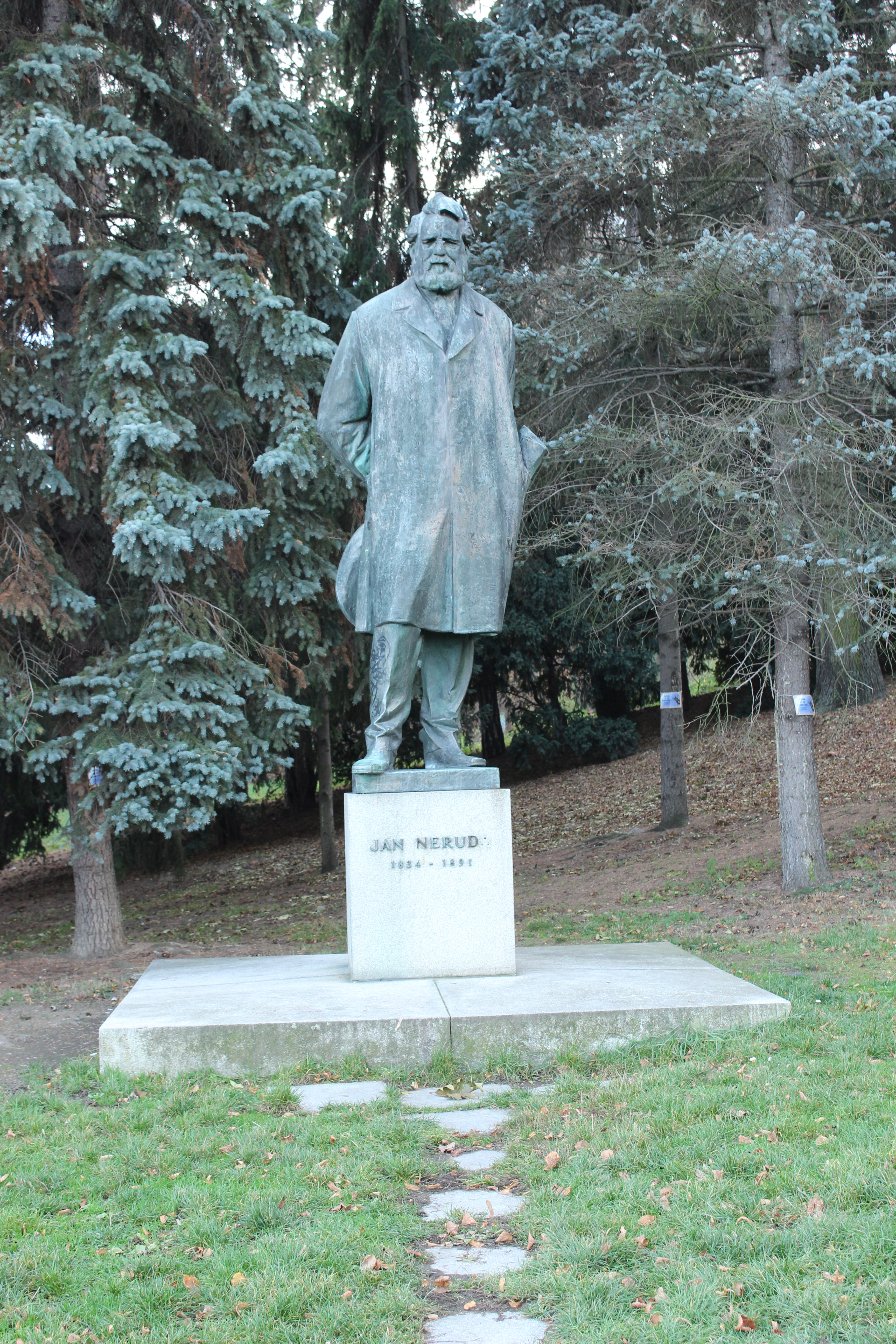
Socha Jana Nerudy na Petříně v Praze pochází z roku 1970

### Výtvarné
- Socha v Praze na Petříně, bronz, 1970, autor Jan Simota
- Socha pro Panteon Národního muzea, bronz, autor Karel Dvořák
- Pamětní deska v Nerudově ulici 47 na domě U Dvou slunců
- Medaile a plakety, např. Josef Dubovský
- Uměleckořemeslné předměty z Nerudovy pozůstalosti uchovává Národní muzeum v Praze

### Hudební
- Na verše Jana Nerudy byly složeny melodramy:[42]
  - Josef Bohuslav Foerster: Romance štědrovečerní
  - Otakar Jeremiáš: Romance o Karlu IV
  - Otakar Zich: Romance o černém jezeře
  - Otakar Ostrčil: Balada česká
- Radůza na svém albu V salonu barokních dam (2007) zhudebnila Nerudovu Píseň kosmickou (zpěv XXX. Variace II.)

### Jiné
- Chilský básník Pablo Neruda si zvolil jako pseudonym příjmení Jana Nerudy; stalo se tak však dříve, než se seznámil s jeho dílem.[43][44]

## Galerie

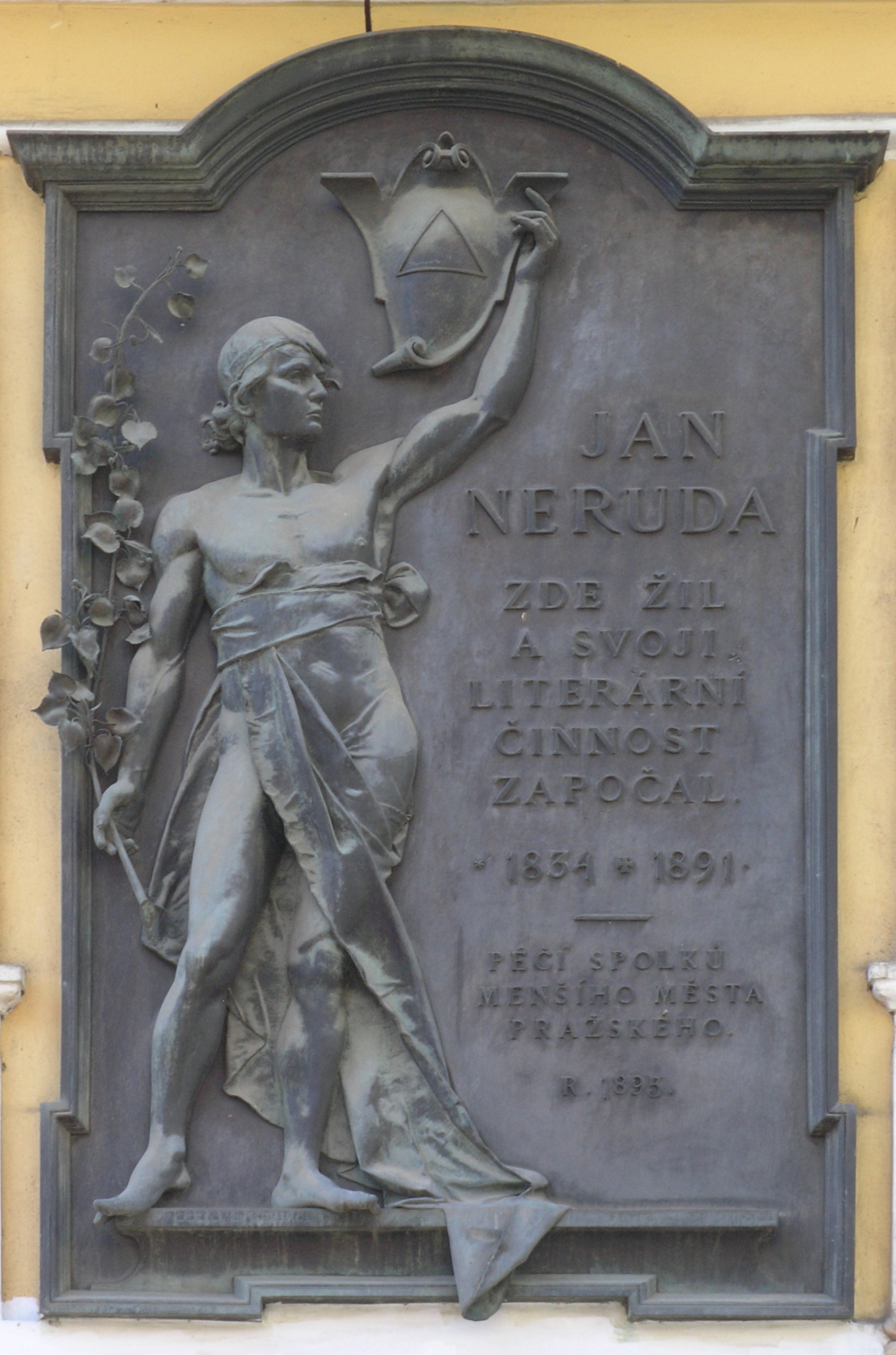
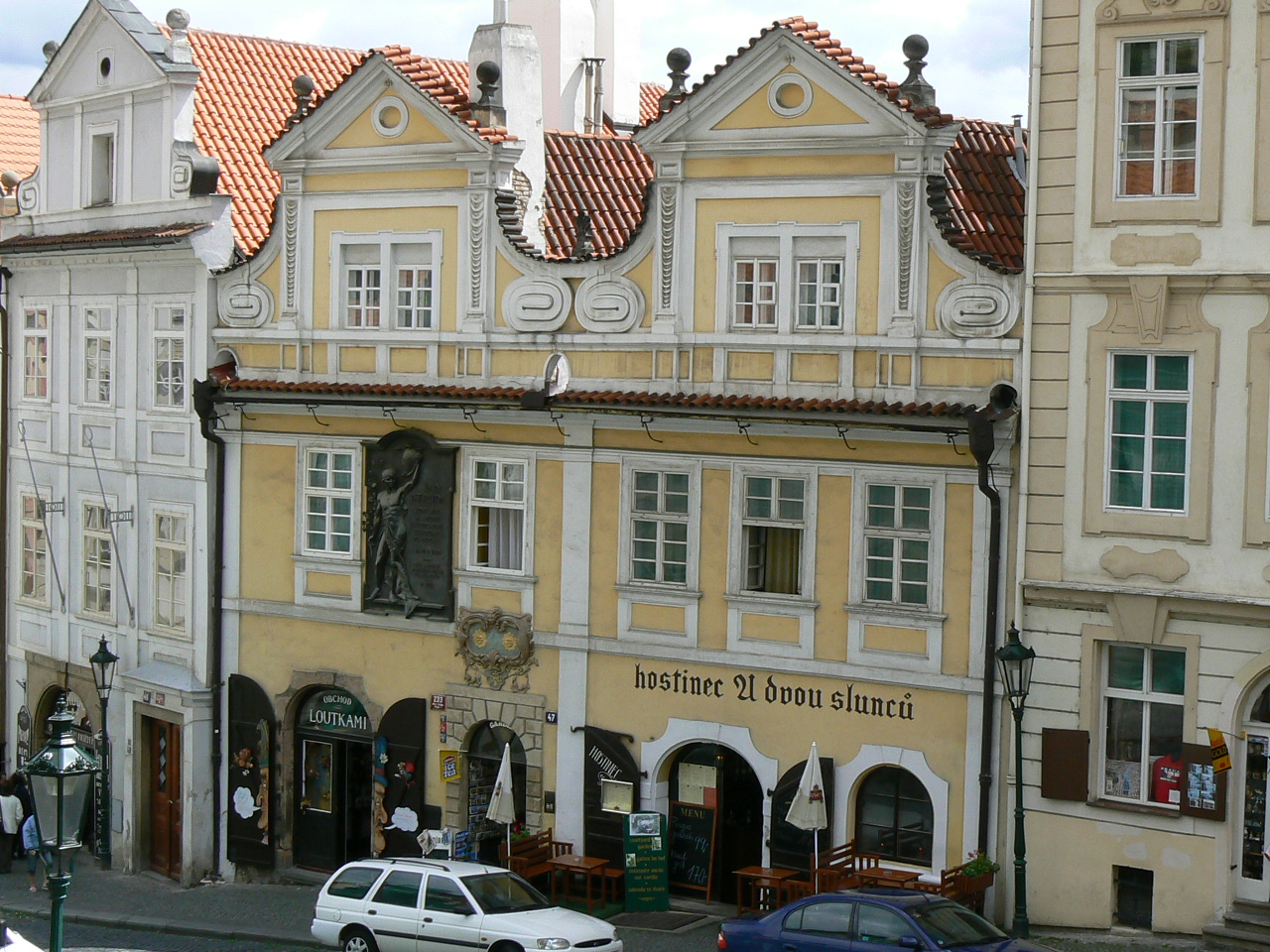
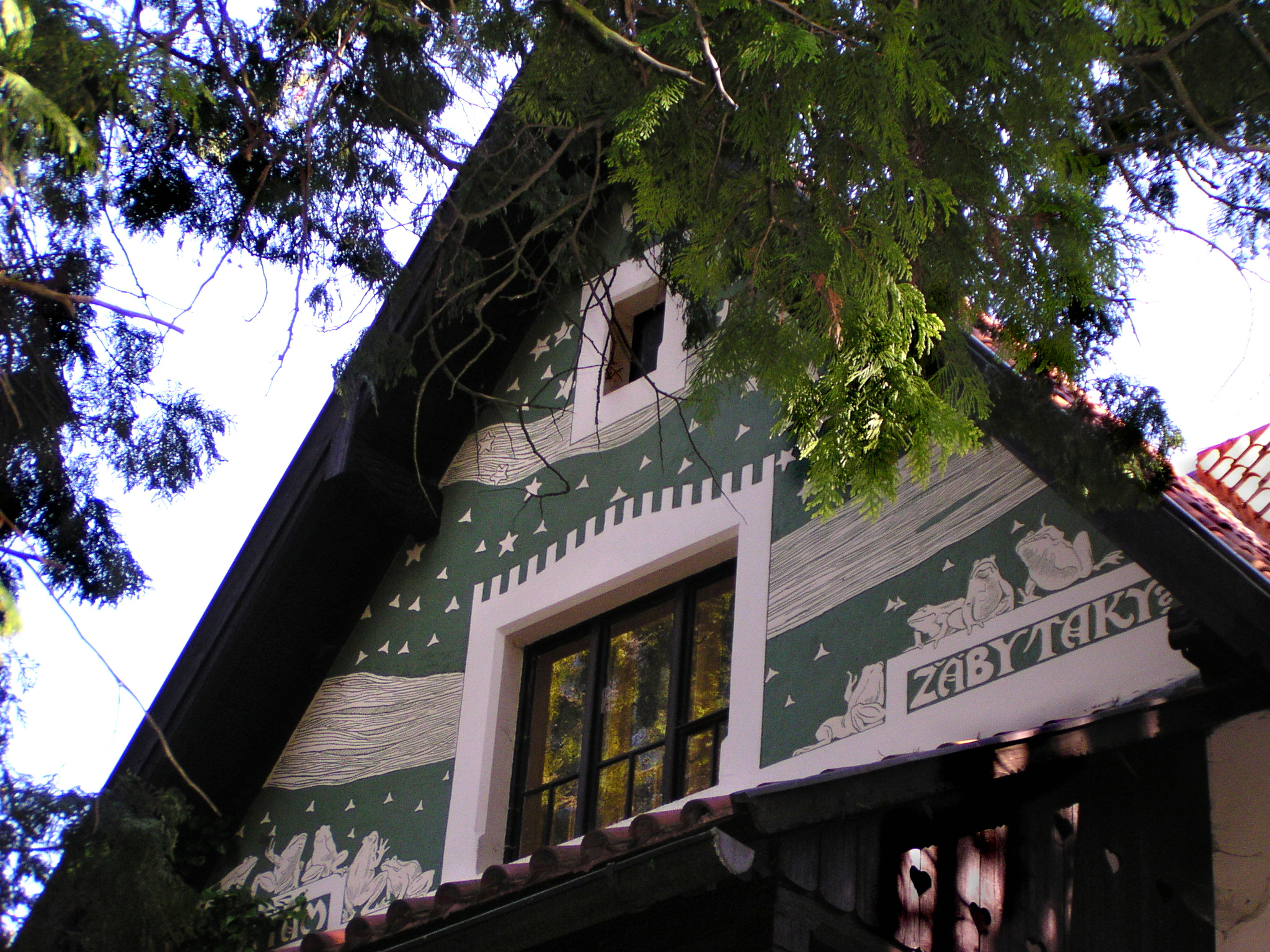
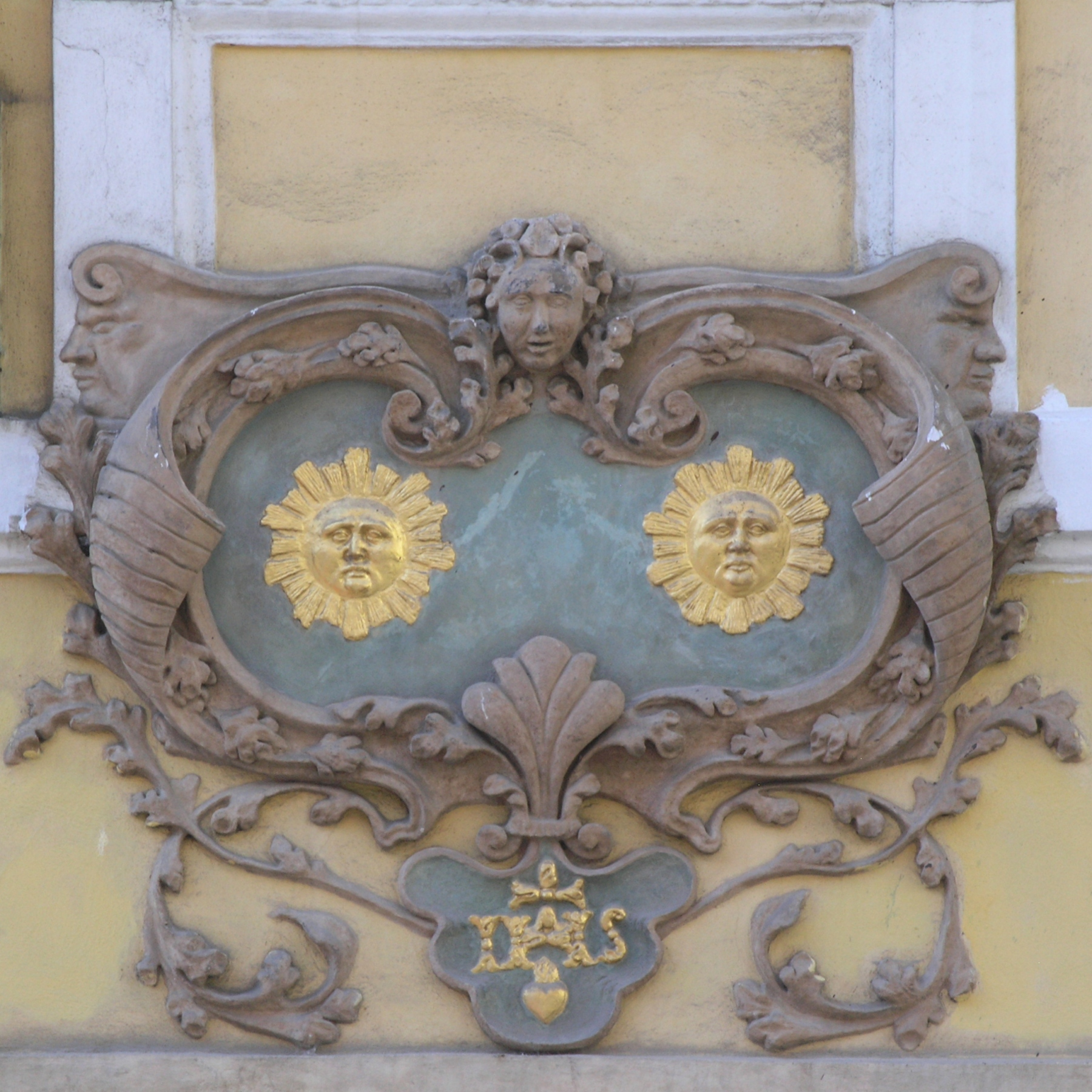